# Камісеа – Ліма
Камісеа — Ліма — газопровід у Перу для доставки газу з родовищ проекту Камісеа до споживачів на тихоокеанському узбережжі.
На початку 2000-х на сході Перу в лісах Амазонії розгорнулись роботи за газовим проектом Камісеа. При цьому можливі споживачі продукції перебували з другого боку Анд, у густозаселеному прибережному районі Перу. Для доставки продукції необхідно було спорудити газопровід, за що взявся консорціум у складі Tecgas (належить великому італійсько-аргентинському індустріальному конгломерату Techint), аргентинської Pluspetrol, американської Hunt Oil та південнокорейської SK Corporation (ці дві компанії також були учасниками консорціуму з розробки родовищ Камісео), алжирської Sonatrach та місцевої Graña y Montero S.A.
Газопровід, введений у дію в 2004 році, починається від газопереробного заводу Malvinas, розташованого на річці Урубамба між блоками 88 (родовища Кашіріарі, Сан-Мартін) та 56 (родовища Пагорені, Міпая). Спочатку він прямує в західному напрямку до приморського міста Піско, від якого звертає на північ до столиці країни Ліми. Загальна довжина системи 714 км, а діаметр використаних труб поступово зменшується від 800 через 600 до 450 мм. Проектна потужність — приблизно 3 млрд. м³ на рік.
У процесі будівництва в червні 2003 року стався інцидент, коли бойовики комуністичної організації «Сендеро Луміносо» захопили в заручники 68 працівників компанії Techint та 3 поліцейських. Усі вони були звільнені, можливо шляхом виплати викупу.